# FC Roskilde

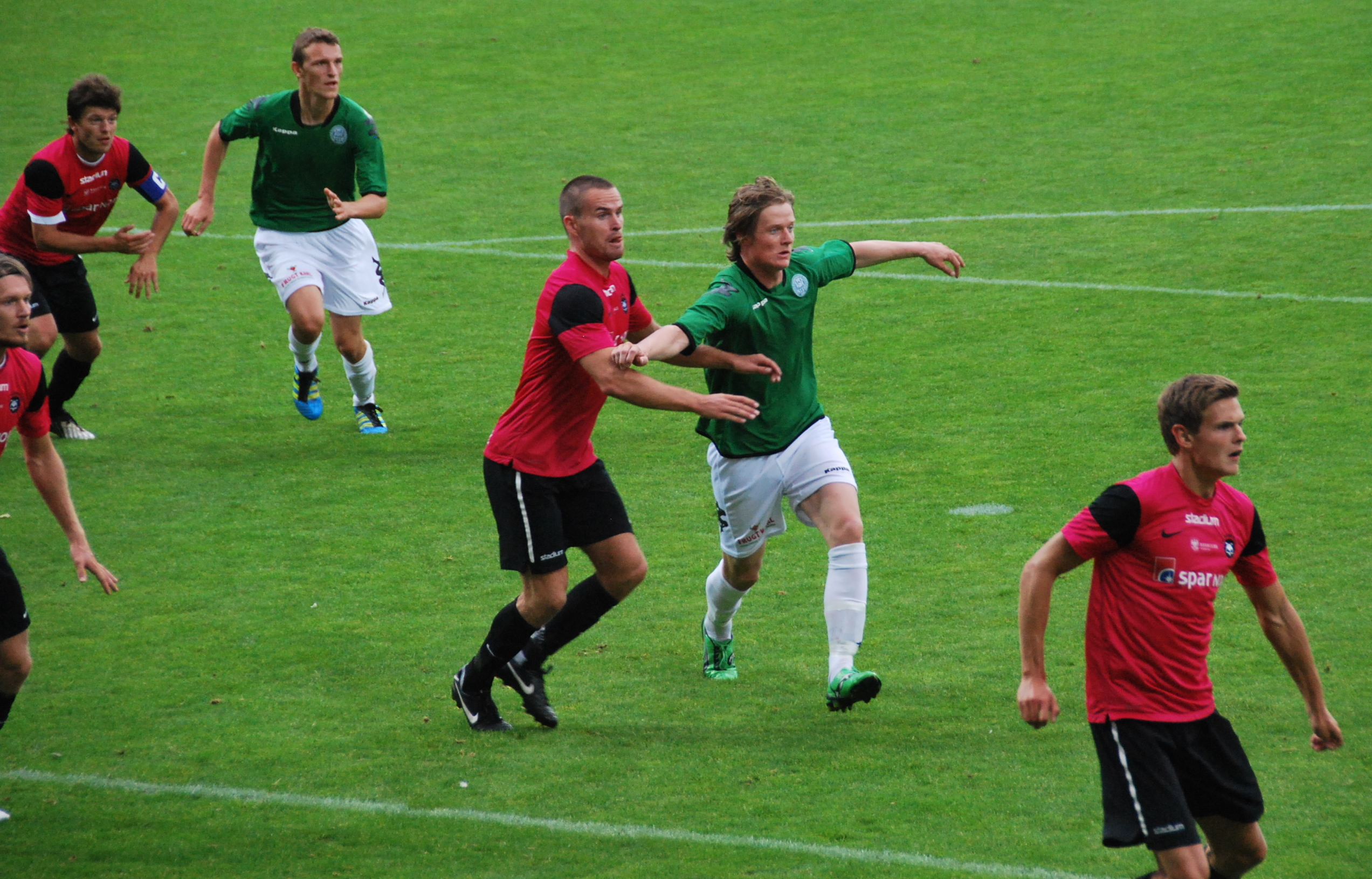
Roskilde in duel met Fiborg FF, 2011

FC Roskilde is een Deense voetbalclub uit Roskilde. In 2004 werd de club opgericht.

## Geschiedenis
In 2008 werd de club kampioen in de Deense tweede divisie Oost en promoveerde zo naar de 1.Division, de tweede klasse in het Deense voetbal. Na een seizoen degradeerde Roskilde. In 2014 kon men terugkeren op het tweede niveau.

## Eindklasseringen
| 11 |

| 9 |

| 4 |

| 1 |

| 10 |

| 11 |

| 8 |

| 12 |

| 8 |

| 1 |

| 9 |

| 9 |

| 4 |

| 10 |

| 9 |

| 11 |

| 7 |

| 1 |

| 7 |

| 3 |

| 12 |

| 1. division (Niv. 2) | 2. Division (Niv. 3) | Niv. 4 |

## Bekende (oud-)spelers

### Internationals
De navolgende voetballers kwamen als speler van FC Roskilde uit voor een vertegenwoordigend Europees A-elftal. Tot op heden is Atli Danielsen degene met de meeste interlands achter zijn naam. Hij kwam als speler van FC Roskilde in totaal één keer uit voor het Faeröerse nationale elftal.
| Naam           | Van        | Tot        | Totaal | Nationaal elftal |
| -------------- | ---------- | ---------- | ------ | ---------------- |
| Atli Danielsen | 21.03.2010 | 21.03.2010 | 1      | Faeröer          |